# Панта
Панта (фр. Penthaz) — громада  в Швейцарії в кантоні Во, округ Гро-де-Во.

## Географія
Громада розташована на відстані близько 80 км на південний захід від Берна, 11 км на північний захід від Лозанни.
Панта має площу 3,8 км², з яких на 17,1% дозволяється будівництво (житлове та будівництво доріг), 66,8% використовуються в сільськогосподарських цілях, 13,5% зайнято лісами, 2,6% не є продуктивними (річки, льодовики або гори).

## Демографія
2019 року в громаді мешкало 1760 осіб (+10,7% порівняно з 2010 роком), іноземців було 24,5%. Густота населення становила 458 осіб/км².
За віковим діапазоном населення розподілялося таким чином: 23,6% — особи молодші 20 років, 61,2% — особи у віці 20—64 років, 15,2% — особи у віці 65 років та старші. Було 721 помешкань (у середньому 2,4 особи в помешканні).
Із загальної кількості 725 працюючих 11 було зайнятих в первинному секторі, 419 — в обробній промисловості, 295 — в галузі послуг.